# توطئه وشلینی

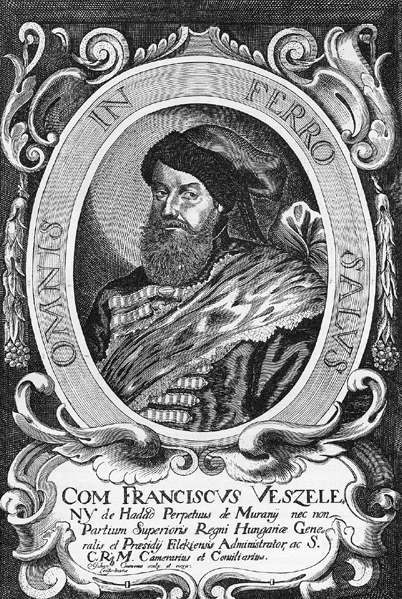
نادور فرنتس وشلینی

توطئه وشلینی (مجاری: Wesselényi-összeesküvés) یا توطئه زرینی-فرانکوپان (کرواتی: Zrinsko-frankopanska urota) تبانی اشراف مجاری و کروات و پاسخی به صلح واش‌وار بود که در اواسط قرن هفدهم علیه لئوپولد یکم سازماندهی شد؛ صلحی که به جنگ هابسبورگ–عثمانی (۱۶۶۴–۱۶۶۳) پایان داد. اعضای این تبانی، قصد داشتند درگیری با امپراتوری عثمانی را دوباره آغاز کنند.
تلاش برای کودتا علیه لئوپولد به رهبری گراف مجاری، فرنتس وشلینی، بان کرواسی، میکلوش زرینی و برادر و وارث او پِتِر زرینی، و برادر همسرش، مارکی کروات فران کرستو فرانکوپان بود.